# Lornay
Lornay ist eine französische Gemeinde im Département Haute-Savoie in der Region Auvergne-Rhône-Alpes.

## Geographie
Lornay liegt auf 325 m, in der Nähe von Rumilly, etwa 18 Kilometer westlich der Stadt Annecy (Luftlinie). Das Bauerndorf erstreckt sich im nördlichen Albanais, am Westrand des breiten Tals des Fier, am Fuß der Montagne du Gros Foug.
Die Fläche des 9,65 km² großen Gemeindegebiets umfasst einen Abschnitt des Albanais. Die östliche Grenze verläuft entlang dem Fier, der hier in einer breiten Talniederung von Südosten nach Nordwesten fließt, bevor er in der eindrucksvollen Klus des Val du Fier die Antiklinale der Montagne du Gros Foug und der nördlich davon gelegenen Montagne des Princes durchbricht. Vom Flusslauf erstreckt sich das Gemeindeareal westwärts über den Talboden und den sanft ansteigenden Hang, der durch die Erosionsrinnen mehrerer Seitenbäche untergliedert ist. Oberhalb der mit Wiesland bedeckten Vorterrassen schließt der steilere, dicht bewaldete Hang der Montagne du Gros Foug an. Auf deren breitem Kamm wird mit 1025 m die höchste Erhebung von Lornay erreicht.
Zu Lornay gehören neben dem eigentlichen Ortskern auch mehrere Weilersiedlungen und Gehöfte, darunter: 
- Le Couer (325 m) am westlichen Talrand des Fier
- Hauteret (510 m) am Ostabhang der Montagne du Gros Foug
- Verlay (340 m) im Tal des Fier

Nachbargemeinden von Lornay sind Vallières-sur-Fier im Norden und Osten, Moye im Süden sowie Serrières-en-Chautagne und Motz im Westen.

## Geschichte
Das Gemeindegebiet von Lornay war bereits während der Römerzeit besiedelt, was anhand verschiedener Spuren (darunter eine Inschrift in der Kirchenmauer) nachgewiesen werden konnte. Erstmals urkundlich erwähnt wird der Ort jedoch erst im frühen 15. Jahrhundert.

## Sehenswürdigkeiten
Die Pfarrkirche Saint-Maurice wurde 1837 im Stil der Neuromanik erbaut. Das Schloss von Lornay stammt aus dem 16. Jahrhundert, wurde im 19. Jahrhundert restauriert und umgestaltet und dient heute als Landwirtschaftsbetrieb. Überreste des Château de la Cour (ursprünglich aus dem 13. Jahrhundert) sind erhalten.

## Bevölkerung
| Jahr                       | 1962 | 1968 | 1975 | 1982 | 1990 | 1999 | 2005 |
| Einwohner                  | 224  | 213  | 180  | 202  | 202  | 353  | 408  |
| Quellen: Cassini und INSEE |      |      |      |      |      |      |      |

Mit 585 Einwohnern (Stand 1. Januar 2022) gehört Lornay zu den kleinen Gemeinden des Département Haute-Savoie. Im Verlauf des 19. und 20. Jahrhunderts nahm die Einwohnerzahl aufgrund starker Abwanderung kontinuierlich ab (1861 wurden in Lornay noch 495 Einwohner gezählt). Seit Beginn der 1990er Jahre wurde jedoch wieder eine deutliche Bevölkerungszunahme verzeichnet.

## Wirtschaft und Infrastruktur
Lornay war bis weit ins 20. Jahrhundert hinein ein vorwiegend durch die Landwirtschaft geprägtes Dorf. Heute gibt es verschiedene Betriebe des lokalen Kleingewerbes. Ansonsten hat sich das Dorf zu einer Wohngemeinde entwickelt. Viele Erwerbstätige sind Wegpendler, die in den größeren Ortschaften der Umgebung, insbesondere im Raum Annecy ihrer Arbeit nachgehen.
Die Ortschaft liegt abseits der größeren Durchgangsstraßen an einer Verbindungsstraße, die von Rumilly nach Saint-André führt. Eine weitere Straßenverbindung besteht mit Moye. Der nächste Anschluss an die Autobahn A41 befindet sich in einer Entfernung von rund 16 km.